# スピリチュアル・ヒーリング
『スピリチュアル・ヒーリング』（Spiritual Healing）は、アメリカのデスメタルバンド、デスによる3作目のスタジオアルバムである。ギタリストのジェームズ・マーフィとベーシストのテリー・バトラーの両方が参加している唯一のアルバムであり、ドラマーのビル・アンドリューズの最後のアルバムである。音楽の内容はよりメロディックで、マーフィの特徴的なリードギターの演奏がその一面を強調している。
プロデューサーのグライフは、タイトル曲「スピリチュアル・ヒーリング」で途中のキーボードパートを演奏している。

## トラック
| 全作詞: チャック・シュルディナー。 |                             |                          |                            |      |
| #                                  | タイトル                    | 作詞                     | 作曲・編曲                 | 時間 |
| 1.                                 | 「Living Monstrosity」      | チャック・シュルディナー | Schuldiner                 | 5:08 |
| 2.                                 | 「Altering the Future」     | チャック・シュルディナー | Schuldiner, Terry Butler   | 5:34 |
| 3.                                 | 「Defensive Personalities」 | チャック・シュルディナー | Schuldiner, Butler         | 4:46 |
| 4.                                 | 「Within the Mind」         | チャック・シュルディナー | Schuldiner, James Murphy   | 5:34 |
| 5.                                 | 「Spiritual Healing」       | チャック・シュルディナー | Schuldiner                 | 7:44 |
| 6.                                 | 「Low Life」                | チャック・シュルディナー | Schuldiner, Murphy, Butler | 5:23 |
| 7.                                 | 「Genetic Reconstruction」  | チャック・シュルディナー | Schuldiner, Murphy, Butler | 4:52 |
| 8.                                 | 「Killing Spree」           | チャック・シュルディナー | Schuldiner, Murphy         | 4:16 |
| 合計時間:                          | 合計時間:                   | 43:17                    |                            |      |

## 参加メンバー
- チャック・シュルディナー (vo/gt)
- ジェームズ・マーフィ (gt)
- テリー・バトラー (ba)
- ビル・アンドリューズ (dr)
- エリック・グライフ (キーボード on track 5)